# Sycophila ficophila
Sycophila ficophila (лат.) — вид наездников рода Sycophila из семейства Eurytomidae (Chalcidoidea). Встречается в Африке (Танзания). Видовое название ficophila связано с именем растения-хозяина (Ficus) в сикониях которого была найдена типовая серия.

## Описание
Мелкие наездники, длина 2,66—3,05 мм. Тело в основном коричневое. Самка с отчётливо длинными члениками жгутика усика, длина которых в 2 раза превышает ширину. Базальная ячейка переднего крыла волосистая, костальная ячейка с несколькими дорсальными волосками. Проподеум с длинной гладкой срединной полосой и рядом ареол на каждой стороне, доходящих до нуха. Гастер полностью сетчатый с черешком длиной и шириной дорсально; присутствует вентральный поперечный киль между петиолем и стернитом St1.